# Diritti LGBT in Lettonia
Le persone lesbiche, gay, bisessuali e transgender (LGBT) in Lettonia possono affrontare sfide sociali non vissute da residenti non LGBT. L'omosessualità maschile e femminile è legale in Lettonia, ma le famiglie formate da coppie di stesso sesso non hanno le stesse protezioni legali disponibili per le coppie formate da individui di sesso opposto.
Dal 1º gennaio 2024 è possibile accedere alle unioni civili.

## Diritto penale lettone
Nel 1992, poco dopo l'indipendenza della Lettonia dall'Unione Sovietica, l'omosessualità è stata decriminalizzata e l'età del consenso è stata immediatamente parificata a 16 anni a prescindere dal genere e/o dalla sessualità.

## Tutele per le coppie di stesso sesso
La Lettonia non riconosce il matrimonio egualitario ma solo le Unione civili.
Nel 2006 la Lettonia ha modificato la sua costituzione per vietare il matrimonio egualitario. Prima della modifica l'articolo 110 della costituzione lettone dichiarava che: "Lo Stato protegge e sostiene il matrimonio, la famiglia, i diritti dei genitori e i diritti del minore" mentre dopo la modifica riportava che "Lo Stato protegge e supporta il matrimonio: unione tra uomo e donna, la famiglia, i diritti dei genitori e i diritti del minore ".

## Adozione
La legge lettone consente a qualsiasi persona con più di 25 anni di adottare (indipendentemente dall'orientamento sessuale), tuttavia, le persone che non sono sposate tra di loro non possono adottare lo stesso figlio.

## Protezioni dalle discriminazioni
Nel settembre 2006 il parlamento lettone ha approvato un emendamento al codice del lavoro per vietare la discriminazione sulla base dell'orientamento sessuale sul posto di lavoro. Il parlamento aveva originariamente omesso tale protezione, ma la presidente Vaira Vīķe-Freiberga si rifiutò di firmare il disegno di legge fino a quando non fosse stato aggiunto.

## Identità / espressione di genere
È possibile modificare in modo chirurgico il proprio sesso e consecutivamente anche quello giuridico.

## Servizio militare
Agli omosessuali e bisessuali non è ufficialmente vietato prestare servizio militare.

## Opinione pubblica
Un sondaggio dell'Eurobarometro pubblicato nel dicembre 2006 ha rivelato che il 12% della popolazione sosteneva il matrimonio egualitario e l'8% sosteneva le adozioni per le coppie formate da persone dello stesso sesso.

## Tabella riassuntiva
| Attività sessuale omosessuale legale                                                                       | (dal 1992)                  |
| Uguale età del consenso                                                                                    | (dal 1992)                  |
| Leggi anti-discriminazione sul posto di lavoro                                                             | (dal 2006)                  |
| Leggi antidiscriminatorie sull'uso di beni e servizi                                                       | No                          |
| Leggi antidiscriminatorie in tutte le altre aree (inclusa la discriminaziine indiretta e i crimini d'odio) | No                          |
| Matrimonio tra persone dello stesso sesso                                                                  | (incostituzionale dal 2006) |
| Riconoscimento delle coppie formate da persone dello stesso sesso                                          | (Unioni civili dal 2024)    |
| Adozioni per i single LGBT                                                                                 | Si                          |
| Adozione del figlio del partner per le coppie dello stesso sesso                                           | No                          |
| Adozione da parte di coppie dello stesso sesso                                                             | No                          |
| Le persone LGBT possono servire apertamente nelle forze armate                                             | Si                          |
| Diritto di poter cambiare legalmente sesso                                                                 | Si                          |
| Accesso alla fecondazione in vitro per le coppie di due donne                                              | Si                          |
| Maternità surrogata per le coppie di due uomini                                                            | No                          |
| Possibilità di donare il sangue per gli omosessuali e bisessuali                                           | [ 7 ]                       |